# Nuoto ai campionati mondiali di nuoto 2019 - Staffetta 4x100 metri misti mista
La gara di nuoto della staffetta 4x100 metri misti mista dei campionati mondiali di nuoto 2019 è stata disputata il 24 luglio presso il Nambu International Aquatics Centre di Gwangju. Vi hanno preso parte 40 squadre nazionali.

## Podio
| Posizione | Nazione       | Atlete                                                                                                 |
| --------- | ------------- | --- |
| Oro       | Australia     | Mitch Larkin Matthew Wilson Emma McKeon Cate Campbell Minna Atherton* Matthew Temple* Bronte Campbell* |
| Argento   | Stati Uniti   | Ryan Murphy Lilly King Caeleb Dressel Simone Manuel Andrew Wilson* Kelsi Dahlia* Mallory Comerford*    |
| Bronzo    | Gran Bretagna | Georgia Davies Adam Peaty James Guy Freya Anderson James Wilby*                                        |

* Atleti che hanno nuotato solamente nelle batterie.

## Programma
| Data           | Ora (UTC+9) | Turno    |
| -------------- | ----------- | -------- |
| 24 luglio 2019 | 11:29       | Batterie |
| 24 luglio 2019 | 21:50       | Finale   |

## Record
Prima della manifestazione il record del mondo e il record dei campionati erano i seguenti.
| Record mondiale       | 3'38"56 | Stati Uniti Matt Grevers (52"32) Lilly King (1'04"15) Caeleb Dressel (49"92) Simone Manuel (52"17) | 26 luglio 2017 Budapest, Ungheria |
| Record dei campionati | 3'38"56 | Stati Uniti Matt Grevers (52"32) Lilly King (1'04"15) Caeleb Dressel (49"92) Simone Manuel (52"17) | 26 luglio 2017 Budapest, Ungheria |

## Risultati

### Batterie[2]
| Pos. | Batteria | Corsia | Nazione                       | Atleti | Tempo   | Note             |
| ---- | -------- | ------ | ----------------------------- | --- | ------- | ---------------- |
| 1    | 5        | 3      | Stati Uniti                   | Matt Grevers (52"75) Andrew Wilson (58"35) Kelsi Dahlia (57"35) Mallory Comerford (52"78)                                 | 3'41"23 | Q                |
| 2    | 5        | 4      | Australia                     | Minna Atherton (59"65) Matthew Wilson (58"84) Matthew Temple (51"41) Bronte Campbell (52"32)                              | 3'42"22 | Q                |
| 3    | 4        | 3      | Russia                        | Dar'ja Vas'kina (59"92) Kirill Prigoda (58"62) Andrej Minakov (50"93) Marija Kameneva (53"83)                             | 3'43"30 | Q                |
| 4    | 4        | 4      | Gran Bretagna                 | Georgia Davies (1'00"51) James Wilby (58"16) James Guy (50"97) Freya Anderson (53"73)                                     | 3'43"37 | Q                |
| 5    | 4        | 2      | Canada                        | Kylie Masse (58"96) Richard Funk (59"80) Margaret MacNeil (57"33) Yuri Kisil (47"94)                                      | 3'44"03 | Q                |
| 6    | 5        | 6      | Italia                        | Margherita Panziera (1'00"19) Nicolò Martinenghi (59"50) Elena Di Liddo (56"83) Manuel Frigo (47"86)                      | 3'44"38 | Q                |
| 7    | 4        | 6      | Paesi Bassi                   | Kira Toussaint (59"85) Arno Kamminga (59"51) Mathys Goosen (52"69) Femke Heemskerk (52"62)                                | 3'44"67 | Q                |
| 8    | 5        | 2      | Germania                      | Laura Riedemann (59"95) Fabian Schwingenschlögl (59"62) Marius Kusch (51"86) Jessica Steiger (53"77)                      | 3'45"20 | Q                |
| 9    | 5        | 1      | Bielorussia                   | Mikita Tsmyh (54"30) Il'ja Šymanovič (58"20) Anastasija Škurdaj (57"62) Aksana Dziamidava (55"76)                         | 3'45"88 |                  |
| 10   | 4        | 8      | Israele                       | Anastasia Gorbenko (1'00"79) Itay Goldfaden (1'01"13) Tomer Frankel (52"26) Andrea Murez (53"88)                          | 3'48"06 | Record nazionale |
| 11   | 5        | 7      | Polonia                       | Alicja Tchórz (1'00"61) Jan Kałusowski (1'01"52) Konrad Czerniak (52"17) Katarzyna Wilk (53"91)                           | 3'48"21 |                  |
| 12   | 4        | 0      | Ungheria                      | Richárd Bohus (54"33) Anna Sztankovics (1'08"92) Szebasztián Szabó (50"98) Katinka Hosszú (54"21)                         | 3'48"44 |                  |
| 13   | 4        | 7      | Svizzera                      | Roman Mityukov (54"07) Yannick Käser (1'00"30) Maria Ugolkova (58"85) Noémi Girardet (55"76)                              | 3'48"98 |                  |
| 14   | 1        | 4      | Danimarca                     | Mie Nielsen (1'01"13) Tobias Bjerg (59"56) Viktor Bromer (53"23) Signe Bro (55"18)                                        | 3'49"10 | Record nazionale |
| 15   | 4        | 9      | Sudafrica                     | Christopher Reid (54"73) Tatjana Schoenmaker (1'06"96) Ryan Coetzee (53"59) Erin Gallagher (54"62)                        | 3'49"90 | Record africano  |
| 16   | 3        | 4      | Turchia                       | Ekaterina Avramova (1'02"53) Berkay Öğretir (1'00"39) Umitcan Gures (52"47) Selen Özbilen (55"10)                         | 3'50"49 |                  |
| 17   | 4        | 1      | Corea del Sud                 | Lee Ju-ho (54"61) Moon Jae-kwon (1'00"97) Park Ye-rin (59"73) Jeong So-eun (55"58)                                        | 3'50"89 |                  |
| 18   | 5        | 0      | Lituania                      | Ugnė Mažutaitytė (1'02"73) Kotryna Teterevkova (1'08"73) Deividas Margevičius (52"22) Tadas Duškinas (49"70)              | 3'53"38 |                  |
| 19   | 3        | 3      | Irlanda                       | Conor Ferguson (54"61) Niamh Coyne (1'08"41) Ellen Walshe (1'00"89) Robert Powell (49"78)                                 | 3'53"69 |                  |
| 20   | 3        | 6      | Singapore                     | Quah Zheng Wen (54"58) Christie Chue (1'09"96) Jonathan Tan (54"49) Cherlyn Yeoh (54"87)                                  | 3'53"90 |                  |
| 21   | 5        | 9      | Estonia                       | Karl Johann Luht (55"86) Maria Romanjuk (1'09"50) Kregor Zirk (52"76) Aleksa Gold (56"05)                                 | 3'54"17 | Record nazionale |
| 22   | 3        | 7      | Moldavia                      | Tatiana Salcuțan (1'01"76) Tatiana Chișca (1'10"15) Alexei Sancov (52"74) Constantin Malachi (50"50)                      | 3'55"15 | Record nazionale |
| 23   | 5        | 8      | Hong Kong                     | Wong Toto Kwan To (1'02"49) Michael Ng (1'03"84) Nicholas Lim (54"31) Tam Hoi Lam (56"43)                                 | 3'57"07 |                  |
| 24   | 3        | 5      | Taipei cinese                 | Chuang Mu-lun (56"18) Lin Pei-wun (1'11"96) Chu Chen-ping (53"61) Huang Mei-chien (57"38)                                 | 3'59"13 |                  |
| 25   | 1        | 3      | Giordania                     | Leedia Al-Safadi (1'10"10) Amro Al-Wir (1'02"74) Khader Baqlah (55"45) Talita Baqlah (1'00"25)                            | 4'08"54 |                  |
| 26   | 3        | 0      | Kenya                         | Issa Abdulla Hemed Mohamed (1'02"91) Maria Brunlehner (1'16"42) Emily Muteti (1'04"13) Danilo Rosafio (53"37)             | 4'16"83 |                  |
| 27   | 3        | 8      | Angola                        | Salvador Gordo (1'02"96) Daniel Francisco (1'09"76) Lia Lima (1'05"35) Catarina Sousa (59"31)                             | 4'17"38 |                  |
| 28   | 2        | 6      | Madagascar                    | Idealy Tendrinavalona (1'07"85) Jonathan Raharvel (1'08"03) Heriniavo Rasolonjatovo (1'01"81) Tiana Rabarijaona (1'00"65) | 4'18"34 |                  |
| 29   | 2        | 4      | Papua Nuova Guinea            | Samuel Seghers (1'02"38) Ryan Maskelyne (1'04"22) Georgia-Leigh Vele (1'09"50) Judith Meauri (1'02"89)                    | 4'18"99 |                  |
| 30   | 2        | 0      | Armenia                       | Ani Poghosyan (1'13"23) Varsenik Manucharyan (1'17"48) Artur Barseghyan (56"35) Vahan Mkhitaryan (52"74)                  | 4'19"80 |                  |
| 31   | 2        | 2      | Ghana                         | Jason Arthur (56"52) Kaya Forson (1'24"22) Abeiku Jackson (55"69) Zaira Forson (1'04"97)                                  | 4'21"40 |                  |
| 32   | 2        | 8      | Micronesia                    | Kaleo Kihleng (1'06"84) Tasi Limtiaco (1'04"70) Margie Winter (1'10"68) Taeyanna Adams (1'07"94)                          | 4'30"16 |                  |
| 33   | 2        | 9      | Nigeria                       | Ifeakachuku Nmor (1'12"25) Chinelo Iyadi (1'21"39) Abiola Ogunbanwo (58"26) Yellow Yeiyah (1'03"69)                       | 4'35"59 |                  |
| 34   | 2        | 7      | Tonga                         | Finau Ohuafi (1'04"93) Amini Fonua (1'08"23) Charissa Panuve (1'19"82) Noelani Day (1'06"93)                              | 4'39"91 |                  |
| 35   | 1        | 5      | Isole Marianne Settentrionali | Juhn Tenorio (1'04"40) Lennosuke Suzuki (1'22"52) Aika Watanabe (1'18"18) Jin Ju Thompson (1'11"10)                       | 4'56"20 |                  |
| 36   | 2        | 3      | Maldive                       | Aishath Sausan (1'18"66) Sajina Aishath (1'28"34) Mubal Azzam Ibrahim (1'10"44) Imaan Ali (59"35)                         | 4'56"79 |                  |
|      | 3        | 2      | Messico                       | Miriam Guevara (1'05"50) Miguel Chavez María Jiménez Horus Briseño                                                        | dq      |                  |
|      | 3        | 9      | Senegal                       | Sophia Diagne (1'09"71) Abdoul Niane Steven Aimable Jeanne Boutbien                                                       | dq      |                  |
|      | 4        | 5      | Giappone                      | Natsumi Sakai (1'00"08) Yasuhiro Koseki (59"50) Naoki Mizunuma (51"85) Rika Omoto                                         | dq      |                  |
|      | 5        | 5      | Cina                          | Li Guangyuan (53"78) Wang Lizhuo Wang Yichun Zhu Menghui                                                                  | dq      |                  |

### Finale[3]
| Posizione | Corsia | Nazione       | Atleti                                                                                                 | Tempo   | Note             |
| --------- | ------ | ------------- | --- | ------- | ---------------- |
|           | 5      | Australia     | Mitch Larkin (53"47) Matthew Wilson (58"37) Emma McKeon (56"14) Cate Campbell (51"10)                  | 3"39'08 |                  |
|           | 4      | Stati Uniti   | Ryan Murphy (52"46) Lilly King (1'04"94) Caeleb Dressel (49"33) Simone Manuel (52"37)                  | 3'39"10 |                  |
|           | 6      | Gran Bretagna | Georgia Davies (59"25) Adam Peaty (57"73) James Guy (50"72) Freya Anderson (52"98)                     | 3'40"68 |                  |
| 4         | 3      | Russia        | Evgenij Rylov (51"97) Kirill Prigoda (58"22) Svetlana Čimrova (57"79) Marija Kameneva (52"80)          | 3'40"78 | Record nazionale |
| 5         | 2      | Canada        | Kylie Masse (58"97) Richard Funk (59"51) Margaret MacNeil (56"74) Yuri Kisil (47"84)                   | 3'43"06 |                  |
| 6         | 7      | Italia        | Simone Sabbioni (53"50) Fabio Scozzoli (59"70) Elena Di Liddo (57"31) Federica Pellegrini (52"76)      | 3'43"27 |                  |
| 7         | 8      | Germania      | Laura Riedemann (1'00"01) Fabian Schwingenschlögl (59"12) Marius Kusch (51"37) Jessica Steiger (54"57) | 3'45"07 |                  |
|           | 1      | Paesi Bassi   | Kira Toussaint Arno Kamminga Mathys Goosen Femke Heemskerk                                             | dq      |                  |